# Известия караимского духовного правления

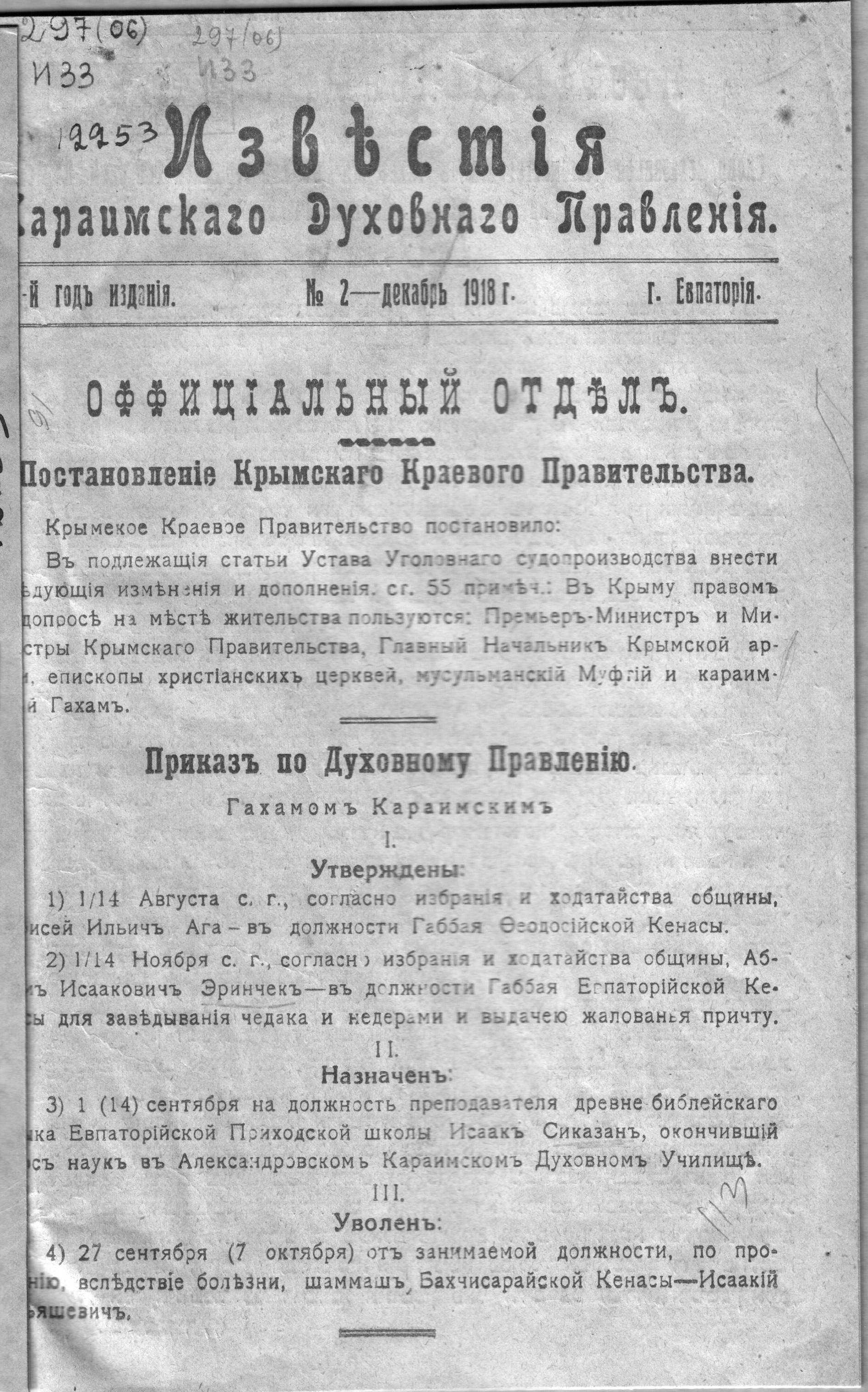
Обложка журнала «Известия караимского Духовного Правления» № 2, 1918 г.

Известия караимского духовного правления (до 1917 г. Известия Таврического и Одесского караимского духовного правления) — официальный печатный орган караимского духовного правления.

## История
В 1917—1919 гг. караимская пресса наконец появилась и в Крыму, в Евпатории, где гахам С. М. Шапшал начал издавать на русском языке журнал «Известия караимского Духовного Правления». Редактором журнала стал газзан А. И. Катык.
Первый номер журнала «Известий Таврического и Одесского караимского Духовного Правления» вышел 20 мая 1917 г. За весь 80-летний период существования Духовного Правления это была первая попытка создания его печатного органа.
Структура журнала:
- Официальный раздел — утверждения на должностях, назначения, объявления и приказы караимского Духовного Правления.
- Неофициальный раздел — статьи об истории и культуре караимов, произведения караимских просветителей и некрологи.
- Справочный раздел — финансовые отчеты караимских общин, документы относительно караимского поселка Имдат-Пигит (поселка для караимов, основанного благодаря пожертвованию миллионера Пигита) и другие справочные материалы, например, программа испытаний на звание домашней учительницы караимского языка и Закона Божьего.
- Библиографический разделе — информация о выходе караимской литературы.
- Раздел «Хроника» — сообщения от корреспондентов журнала из разных населенных пунктов Крыма.
- «Объявления».

Невозможно не отметить приподнятого настроения и идеи национального возрождения, присутствующих в большинстве публикаций журнала — от напечатанного Постановления Крымского Правительства о праве караимского гахама на допрос по месту проживания до сбора средств на поддержку Александровского караимского духовного училища.

## Содержание
Известия Таврического и Одесского Караимского Духовного Правления. Евпатория, 1917—1919.
1917. 20 мая. № 1.
- - От редакции. С. 1-3.
  - ОФИЦИАЛЬНЫЙ ОТДЕЛ
    - Шапшал С. М. Возлюбленные братья и сестры![Послание Гахама от 27 Ияра 5677 года (6 мая 1917 г.)]. С. 4.
    - Вопросы подлежащие обсуждению на Национальном Съезде 27 августа 1917 г. в г. Евпатория. С. 5.
    - Действия Правительства. С. 5-6.

  - СПРАВОЧНЫЙ ОТДЕЛ
    - Таврическое и Одесское Караимское Духовное Правление. С. 6.
    - Список газзанов, шамашей и габбаев, подведомственных Таврическому и Одесскому Караимскому Духовному Правлению. С. 6-8.
    - Учебные заведения. С. 8-9.

  - ХРОНИКА
    - [О собрании евпаторийской караимской общины]. С. 9-11.
    - [О собрании инициативной группы организации караимской национально-демократической партии культурного самоопределения]. С. 11-12.
    - [Ельяшевич С][Воззвание караимской национально-демократической партии]. С. 12-14.
    - Ельяшевич С. Письмо в редакцию Известий Таврического и Одесского Караимского духовного правления. С. 14.
    - [Воззвание Евпаторийской организационной группы организации караимской национально-демократической партии культурного самоопределения]. С. 14-15.
    - Редакционное обращение об издании Известий Таврического и Одесского Караимского Духовного Правления, темах для обсуждения, публикуемых материалах и статьях. С. 16.

1917. 10 июля. № 3.
- - Катык А. От редакции. С. 2-3.
  - ОФИЦИАЛЬНЫЙ ОТДЕЛ
    - Гахам Шапшал. Телеграмма Духовного Правления всем Караимским Общинам о съезде 15 июля с.г. С. 3.
    - Съезд Караимского Духовенства в г. Евпатории. С. 4-11.
    - Г. С.[Шапшал С. М.] Об уменьшении числа караимов. С. 12-13.
    - Катык А. Заметки об Александровском Караимском духовном Училище. С. 14-16. Продолжение: № 31, 43.

  - СПРАВОЧНЫЙ ОТДЕЛ
    - [Благотворительные общества]. С. 17-18.
    - Отчеты Караимских общин, представленные Духовному Правлению за 1916 год: Армяно-Базарская Караимская община. С. 19.
    - Бахчисарайская Караимская община. С. 19.
    - Евпаторийская Караимская община. С. 19.
    - Список лиц, подавших заявление в Таврическое и Одесское Караимское Духовное Правление о желании поселится на земле, пожертвованной И. Д. Пигитом. С. 19-20. Продолжение: № 35

  - ХРОНИКА
    - Поземский Я. Письмо в редакцию. С. 20.
    - От наших корреспондентов: г. Евпатория, г. Киев, г. Харьков, г. Москва. С. 21.
    - Список караимов, записавшихся на заем свободы, на крупные суммы. С. 22.
    - Редакционное обращение об издании Известий Таврического и Одесского Караимского Духовного Правления, темах для обсуждения, публикуемых материалах и статьях. С. 16.

1917. 5 августа. № 4.
- - Катык А.[От редакции]. С. 2-3.
  - ОФИЦИАЛЬНЫЙ ОТДЕЛ
    - Деятельность совещания при Караимском Духовном Правлении с участием делегатов от общин (16-21 июля 1917 г.). С. 3-9.
    - Койлю А.С, Ованай Я., Очан С, Бейм Д. И., Пенерджи Д., Шакай Ю. М., Кобецкий И. Р. Официальное письмо избранной Киевской Общиной Комиссии, в Таврическое Караимское Духовное Правление. С. 9-10.

  - НЕОФИЦИАЛЬНЫЙ ОТДЕЛ
    - Примерный проект устава об управлении делами Караимских общин, выработанный Съездом Духовенства в гор. Евпатории на заседании от 21-го июня 1917 года. С. 11-12.
    - Ельяшевич С. Цивилизация и национальность. С. 13-16. Продолжение: № 44, 63.
    - Катык А. Заметки об Александровском Караимском Духовном Училище. С. 16-19. Начало. № 18. Продолжение: № 43.
    - Зарахович Зарах. О караимах города Галича. С. 19-22.
    - Пилецкий О. И. О караимах-беженцах Литвы. С. 23-26.

  - СПРАВОЧНЫЙ ОТДЕЛ
    - Отчеты Караимских общин, представленные Духовному Правлению за 1916 год (продолжение):
    - 5) Екатеринославская Караимская община. С. 27.
    - 6) Киевская Караимская община. С. 27.
    - 7) Мелитопольская Караимская община. С. 27.
    - 8) Московская Караимская община. С. 27.
    - 9) Полтавская Караимская община. С. 28.
    - Список лиц, подавших заявление в Таврическое и Одесское Караимское Духовное Правление о желании поселится на земле, пожертвованной И. Д. Пигитом. С. 28. Начало: № 21. Продолжение: № 51, 69.

  - ХРОНИКА
    - От наших корреспондентов: Бахчисарай, Евпатория, Одесса, Ростов на Дону, Симферополь, Харьков, Феодосия. С. 28-31.
    - К сведению лиц, желающих поместить своих детей в Александровское Караимское Духовное Училище. С. 31.
    - К сведению читателей Известий. С. 31-32.
    - Редакционное обращение об издании Известий Таврического и Одесского Караимского Духовного Правления, темах для обсуждения, публикуемых материалах и статьях. С. 32.

1917. 1 ноября. № 5-6.
- - От редакции. Национальный Караимский Съезд. С. 1-4.
  - ОФИЦИАЛЬНЫЙ ОТДЕЛ
    - Об изменении установленной Временным Правительством 7 марта 1917 года формы присяги для лиц караимского исповедания. С. 4-5.
    - Протоколы заседаний Общенационального Караимского Съезда, происходившего в г. Евпатории от 27 августа по 3 сентября 1917 года. С. 5-25.

  - НЕОФИЦИАЛЬНЫЙ ОТДЕЛ
    - Катык А. Заметки об Александровском Караимском Духовном Училище. С. 25-28. Начало: № 18,31.
    - Ельяшевич С. Цивилизация и национальность. С. 28-32. Начало: № 30. Продолжение: № 63.
    - Г. А.[Катык. А.] Объезд караимских общин Высокостепенным Гахамом Таврическим Одесским. С. 32-39.
    - Пилецкий О. И. Первая Караимская Богадельня. С. 39-41.
    - Фиркович М. Национальная караимская библиотека при Духовном Правлении Карай Битиклиги. С. 41-43.
    - С-ский. Учительский Съезд. С. 43-44.

  - СПРАВОЧНЫЙ ОТДЕЛ
    - Выпись из копии духовного завещания Московского купца Ильи Давидовича Пигита. С. 44-46.
    - Выпись из копии духовного завещания Бенеты Соломоновны Шишман. С. 46.
    - Список лиц, подавших заявление в Таврическое и Одесское Караимское Духовное Правление о желании поселится на земле, пожертвованной И. Д. Пигитом. С. 47. Начало: № 21, 35. Продолжение: № 69.
    - Список пожертвований поступивших в пользу Александровского Караимского Духовного училища. С. 47-49.
    - Отчеты Караимских Общин представленные Духовному Правлению за 1916 г. (продолжение):
    - 10) Севастопольское Караимское общество. С. 50.
    - 11) Харьковское Караимское общество. С. 50.
    - 12) Херсонское Караимское общество. С. 50.
    - 13) Феодосийское Караимское общество. С. 50-51.

  - ХРОНИКА
    - От наших корреспондентов: Бахчисарай, Евпатория, Киев, село Пришиб (Царевского уезда. Астраханской обл.), Севастополь, Симферополь, станица Михайловская (Кубанская область), Трапезунд, Чуфут-Кале. С. 51-57.
    - Редакция. К сведению читателей Известий. С. 57.
    - Объявление. С. 57-58.
    - Редакционное обращение об издании Известий Таврического и Одесского Караимского Духовного Правления, темах для обсуждения, публикуемых материалах и статьях. С. 58.

1918 (год издания 2-й). Июль. № 1.
- - Г. С.[Шапшал С. М.] От редакции. С. 1-3.
  - ОФИЦИАЛЬНЫЙ ОТДЕЛ
    - Утверждение в должности. Назначение. Объявление Караимского Духовного правления. С. 3.

  - НЕОФИЦИАЛЬНЫЙ ОТДЕЛ
    - Г. С.[Шапшал С. М.] История происхождения должности и характер деятельности караимских гахамов. С. 4-6.
    - Г. С.[Шапшал С. М.] Краткий очерк тюркско-караимской литературы. С. 6-10. Продолжение: № 83.
    - Фиркович А. С. Авне зиккарон Сборник надгробных надписей на крымском полуострове, собранных ученым караимом Авраамом Фирковичем (перевод А. Катыка). С. 10-14. Продолжение: № 81, 101.
    - Ельяшевич С. Цивилизация и национальность. С. 14-16. Начало: № 30, 44.
    - Илик И. М. Караимским общинам. Таврическому и Одесскому Духовному (обращение Харьковского общества). С. 16-18.
    - Отчет за 1917 год прихода и расхода сумм Караимского Духовного Правления. С. 18-19.
    - Смета расходов Духовного Правления на 1918 г. С. 19-20.
    - Воззвание попечительского совета Александровского караимского духовного училища. С. 20-21.
    - Список членов Харьковской, Херсонской и Армяно-Базарской общин, сделавших пожертвования в пользу Александровского Караимского Духовного училища. С. 21-23.
    - Список лиц, подавших заявление в Таврическое и Одесское Караимское Духовное Правление о желании поселится на земле пожертвованной И. Д. Пигитом. С. 23-24. Начало: № 21,35, 51.

  - ХРОНИКА
    - Слезкин П. (проф.) И. Р. Кобецкий (Некролог). С. 24-25.
    - Е. С. Авраам Юфудович Мичри. (Некролог). Евпатория. С. 25-26.
    - А. К. Скорбный лист. С. 27-28.
    - От наших корреспондентов: Евпатория, Киев, Харьков, Чуфт-Кале, Бахчисарай, Бердянск. Одесса, Москва, Николаев, Харьков, Чуфт-Кале, Бахчисарай. Киев. С. 29-36.
    - Объявления. С. 36.
    - Опечатки. С. 37-38.
    - Оглавление. С. 38.

1918. декабрь. № 2.
- ОФИЦИАЛЬНЫЙ ОТДЕЛ
  -     - Постановление Крымского Краевого Правительства. С. 1.
    - Приказ по духовному Правлению, С. 1.

  - НЕОФИЦИАЛЬНЫЙ ОТДЕЛ
    - Слово, сказанное Таврическим Гахамом в Евпаторийской Соборной Кенасе на праздник Шемини адерет. С. 2-3.
    - Г. С.[Шапшал С. М.] К уменьшению числа караимов. С. 3-4.
    - Фиркович А. С. Авне зиккарон Сборник надгробных надписей на крымском полуострове, собранных ученым караимом Авраамом Фирковичем (перевод А.Катыка). С. 4-11. Начало: № 62. Продолжение: № 101.
    - Ельяшевич С. Карай-Битиклиги. С. 11-13.
    - Г. С.[Шапшал С. М.] Краткий очерк тюркско-татарской литературы (продолжение). С. 13-17. Начало: № 61.
    - Г. А.[Катык А. И.]. М. М. Кальфа. Некролог. С. 17-22.
    - А. К. М. Я. Фиркович. Некролог. С. 22-23.

  - СПРАВОЧНЫЙ ОТДЕЛ
    - Программа испытаний на звание домашней учительницы караимского языка и закона Божия. С. 23-24.
    - К оборудованию поселка Имдат-Пигит. С. 24-25.
    - Выписка из духовного завещания потомственной почетной гражданки Гулюш Марковны Гелелович, утверждённого к исполнению определением Одесского окружного суда 13 Января 1917 года. С. 25-26.
    - Отчеты Караимских общин, представленные Духовному Правлению за 1917 г. С. 26-27.
    - Список пожертвований поступивших в пользу Александровского Караимского Духовного Училища. С. 28!
    - Список лиц, сделавших пожертвования в пользу Караимской Богадельни Ярдым имени Акбике Шапшал в г. Евпатории. С. 28-29.
    - К пополнению общинами перерасхода по содержанию Духовного Правления. С. 29-30. Продолжение: № 102.
    - Библиография: И. И. Казас. Его жизнь, научно-литературная, педагогическая и общественная деятельность. (Биографический очерк). Сочинение Старшего газзана Евпаторийской Соборной Кенасы Б. С. Ельяшевича. Евпатория. 1918 г. С. 30.

  - ХРОНИКА
    - От наших корреспондентов: Армянск, Бердянск, Евпатория, Чуфут-Кале, Екатеринослав, Селение Имдат-Пигит, Карасубазар. с. Пришиб, Ростов на Дону, Симферополь, Сумы, Феодосия. С. 30-36.
    - Объявление. С. 36.
    - Оглавление. С.36.

1919 (3-й год издания). Февраль. № 1.
- - ОФИЦИАЛЬНЫЙ ОТДЕЛ
    - Приказы по ведомству Караимского Духовного правления № 1,2. С. 1.

  - НЕОФИЦИАЛЬНЫЙ ОТДЕЛ
    - Катык А. К родителям караимской учащейся молодежи. С. 1-6.

  - КАРАИМСКИЕ ИСТОРИЧЕСКИЕ ДОКУМЕНТЫ
    - Г. С.[Шапшал С. М.] Документы, относящиеся к периоду татарского владычества в Крыму. С. 6-Ю.
    - Г. А.[Катык А. И.]. Циркулярное письмо, разосланное караимским общинам, по смерти Его Высокостепенства Караимского Гахама Хаджи-Ага Симы Бобовича, исполнявшим должность Гахама Соломоном Беймом. С. 10-16.
    - Фиркович А. С. Авне зиккарон Сборник надгробных надписей на крымском полуострове, собранных ученым караимом Авраамом Фирковичем (перевод А. И. Катыка). С. 17-26. Начало: № 62, 81.

  - СПРАВОЧНЫЙ ОТДЕЛ
    - К пополнению общинами перерасхода по содержанию Духовного Правления. С. 26-27. Начало: № 92.
    - Список пожертвований поступивших в пользу Александровского Караимского Духовного Училища. С. 27-29.
    - Список лиц, сделавших пожертвования в пользу Караимской Богадельни Ярдым имени Акбике Шапшал. С.28.
    - Годовой отчет по содержанию и оборудованию Караимской Богадельни Ярдым имени Акбике Шапшал. С.28.
    - Отчет Евпаторийского Союза Воинов-караимов за 1918 г. С. 28-29.

  - ХРОНИКА
    - От наших корреспондентов: Армянск, Бердянск, Евпатория. Мелитополь, Севастополь, Симферополь, Феодосия. С. 29-32.
    - Оглавление. С. 32.